# 天城山奇案
天城山奇案（日語：天城越え）是日本作家松本清張的短篇小說。於1959年11月在『サンデー毎日』雜誌特別號上開始揭載。NHK和TBS分別在1978年和1998年改編成電視版，1983年由松竹电影公司改編成電影。

## 梗概
那是三十幾年前的事，16歲的我，第一次越過了天城山。我的家是下田的鐵匠鋪，想到別處走走的我，十分羨慕靜岡的哥哥，想在6月結束的時候完成歷年來的心願。剛穿過天城隧道，以前從沒見過的景色就在我的眼前展開，彷彿來到了異國他鄉。到湯島的時候已經近傍晚了。一個大個子從對面走了過來，一看就明白是別處過來的人。「那是個小工。一看就是個居無定所的人，你可千萬要當心。」綢緞莊的人告訴我。忽然覺得去靜岡沒勁兒了的我，下決心返回下田。就在那個時候，從修善寺方向走過來一個女人。那個女人經過我旁邊後我開始跟在她後邊走著。「這樣啊，剛好我也要去下田。我們兩個一起走吧」。我還記得當時我自己也面紅了呢……老練的刑警島田心裡明白當時的那位少年是我……。

## 映像化作品

### 電影

#### 1983年（松竹版）
1983年2月19日公開發行。
劇組人員
- 導演：三村晴彦
- 製作人：野村芳太郎、宮島秀司
- 脚本：三村晴彦、加藤泰
- 音樂：菅野光亮

演员
- 田島松之丞：渡瀨恆彥
- 大塚花：田中裕子
- 小野寺建造：伊藤洋一（中學時代）、平幹二朗
- 建造之母：吉行和子
- 研三之叔父：小倉一郎
- 大男之土工：金子研三
- 土谷良作：石橋蓮司
- 良作之妻：樹木希林
- 菓子店：坂上二郎
- 吳服店：柄本明
- 茶店老婆婆：北林谷榮
- 江藤署長：佐藤允
- 山田警部補：山谷初男
- 赤池巡査：伊藤克信
- 黑田運轉手：車團吉
- 事務員：榎本智惠子
- 縣警廣報係長：中野誠也
- 國立醫院醫師：加藤剛

### 電視版

#### 1978年（NHK版）
劇組人員
- 脚本：大野靖子
- 音樂：林光
- 導演：和田勉

演员
- 大塚花：大谷直子
- 土工：佐藤慶
- 少年：鶴見辰吾
- 田島刑警：津田惠一
- 江藤署長：鈴木智
- 老闆娘：阿部壽美子
- 古池旅館主人：瀨川新藏
- 土建屋：大塚周夫
- 曖昧屋的客人：梅津榮
- 吳服店：柳谷寛
- 紀念品屋的老婆婆：堀越節子
- 司機：稻垣昭三
- 印刷店的事務員：今野雞三
- 山田警部補：玉川良一
- 菓子店：荒井注
- 佐藤留吉：宇野重吉
- 田島老人：中村翫右衛門
- 巡禮者：松本清張

#### 1998年（TBS版）
播出日期
- 1998年1月1日

劇組人員
- 導演：大岡進
- 脚本：金子成人
- 製作人：大岡進、北川雅一
- 音楽：奥慶一

演员
- 大塚花：田中美佐子
- 西浦多吉：二宮和也（少年時代）、長塚京三（30年後）
- 蟹江敬三
- 風間杜夫
- 六平直政
- 寺島忍
- 室田日出男
- 柳澤慎吾
- 余貴美子
- 齊藤洋介
- 松金米子
- 遠藤憲一
- 溫水洋一
- 不破萬作
- 中丸新將
- 佐戶井健太
- 河原三

#### 2025年
播出日期
- NHK BSP4K：2025年5月10日
- NHK BS：2025年6月14日
- NHK BS8K：2025年3月23日

劇組人員
- 劇本：羽原大介
- 配樂：fox capture plan
- 導演：金澤友也
- 總製作人：黑澤淳、訓霸圭、本木一博
- 製作人：藤尾隆

演员
- 大塚花：生田繪梨花
- 田島貞藏：岸谷五朗
- 望月次郎：萩原聖人（少年期：末次壽樹）
- 土工：奧野瑛太
- 菊乃：岡田結實
- 置屋老闆娘：杏子
- 次郎母親・望月キヨ：篠原友希子
- 熊川刑事：波岡一喜
- 刃物問屋：高木勝也
- 菓子屋：今野浩喜
- 氷職人：溫水洋一
- 吳服屋：田口浩正

## 外部連結
- YouTube上的天城越え（石川小百合同名曲目越过天城，与小说、电影等无关）